# Потигуар (футбольный клуб)
«Потигуа́р» (порт. Associação Cultural e Desportiva Potiguar) — бразильский футбольный клуб из города Мосоро (штат Риу-Гранди-ду-Норти). В 2020 году клуб выступал в Серии D Бразилии.

## История
Клуб «Культурная и спортивная ассоциация „Потигуар“» основан 11 февраля 1945 года, домашние матчи проводит на арене «Ногейран», вмещающей 25 000 зрителей. «Потигуар» дважды становился чемпионом штата Риу-Гранди-ду-Норти — в 2004 и 2013 годах. Лучшее достижение в чемпионатах Бразилии — 79-е место в Серии А в 1979 году. Принципиальным соперником команды считается клуб «Бараунас».

## Достижения
- Чемпион штата Риу-Гранди-ду-Норти (2): 2004, 2013